# ديفيد ماذرز
ديفيد ماذرز (بالإنجليزية: David Mathers)‏ مواليد 23 أكتوبر 1931 في غلاسكو، توفي عام 2014. هو لاعب كرة قدم اسكتلندي سابق كان يلعب كلاعب وسط. سبق له أن لعب في كأس العالم لكرة القدم مع منتخب بلاده. لعب خلال مسيرته 191 مباراة سجل خلالها 10 أهداف.

## المسيرة الاحترافية

### أندية لعب لها
- نادي بارتيك ثيسل
- أكسفورد يونايتد

## روابط خارجية
- ديفيد ماذرز على موقع الاتحاد الدولي (مؤرشف)  (الإنجليزية)
- ديفيد ماذرز على موقع قاعدة بيانات كرة القدم.إي يو (الإنجليزية)
- ديفيد ماذرز على موقع ناشيونال فوتبول تيمز (الإنجليزية)
- ديفيد ماذرز على موقع Soccerway.com (الإنجليزية)